# 珀普短腿蟾
珀普短腿蟾（学名：Brachytarsophrys popei）也称博氏短腿蟾，一种分布于中国南方地区的两栖动物，隶属于角蟾科短腿蟾属。模式产地为湖南省炎陵县桃源洞自然保护区。种加词取自美国两栖爬行动物学者克利福德·波普（Clifford H. Pope）的姓氏，以感谢其对中国东南部两栖爬行生物多样性调查的贡献。

## 形态特征
珀普短腿蟾体型较小，雄蟾体长70.7～83.5毫米，雌蟾体长86.2毫米左右。身体背部光滑，呈褐色，具有淡黑色的斑纹；两眼间有深褐色条纹，边缘淡黄色；腹面深褐色，有白色的小疣粒；腹部两侧有多个黄色斑点。

## 保护
本种于2023年被收录入《有重要生态、科学、社会价值的陆生野生动物名录》。